# 笠島駅
笠島駅（かさしまえき）は、新潟県柏崎市大字笠島にある、東日本旅客鉄道（JR東日本）信越本線の駅である。

## 歴史
- 1951年（昭和26年）3月1日：日本国有鉄道の仮乗降場として設置[1][2]。
- 1952年（昭和27年）7月1日：駅に昇格[1][2]。
- 1965年（昭和40年）7月：駅舎を改築[3]。
- 1971年（昭和46年）12月1日：荷物の扱いを廃止[4]。無人化[5]。
  - ただし、夏期は海水浴場の利用客に対応するため駅員を臨時で派遣しており[6]、国鉄時代の1986年（昭和61年）までは硬券の入場券や乗車券も発売されていた。JR化された1987年（昭和62年）の夏季には簡易的な自動発券機が駅舎内に持ち込まれて、駅員が感熱紙タイプの乗車券を発売していたが、1988年（昭和63年）ごろには駅員の臨時派遣が中止された。
- 1987年（昭和62年）
  - 4月1日：国鉄分割民営化により、JR東日本の駅となる[2]。
  - 7月17日：構内に直営の浜茶屋を開設[7]。
- 2004年（平成16年）：駅舎を改築[1]。

## 駅構造
相対式ホーム2面2線を有する地上駅である。上りホームに駅舎があり、互いのホームは地下通路で連絡している。カーブ上に位置し、ホーム幅も非常に狭い構造である。
長岡駅管理の無人駅である。トイレは地下通路入口付近に、待合室は両ホームにあるが、自動券売機などは設置されていない。

### のりば
| 番線 | 路線      | 方向 | 行先           |
| ---- | --------- | ---- | -------------- |
| 1    | ■信越本線 | 上り | 直江津方面     |
| 2    | ■信越本線 | 下り | 柏崎・長岡方面 |

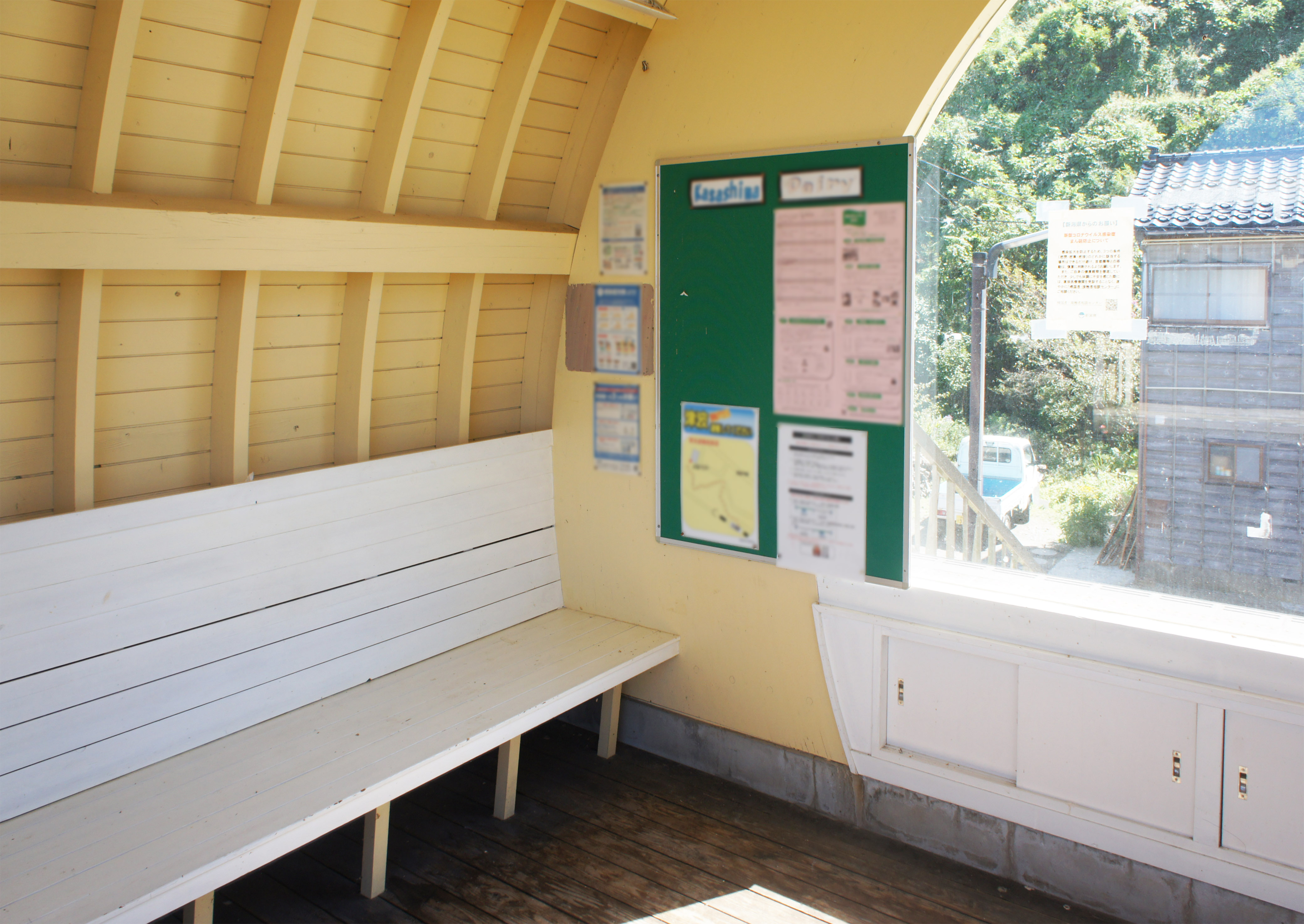
待合室（2021年9月）
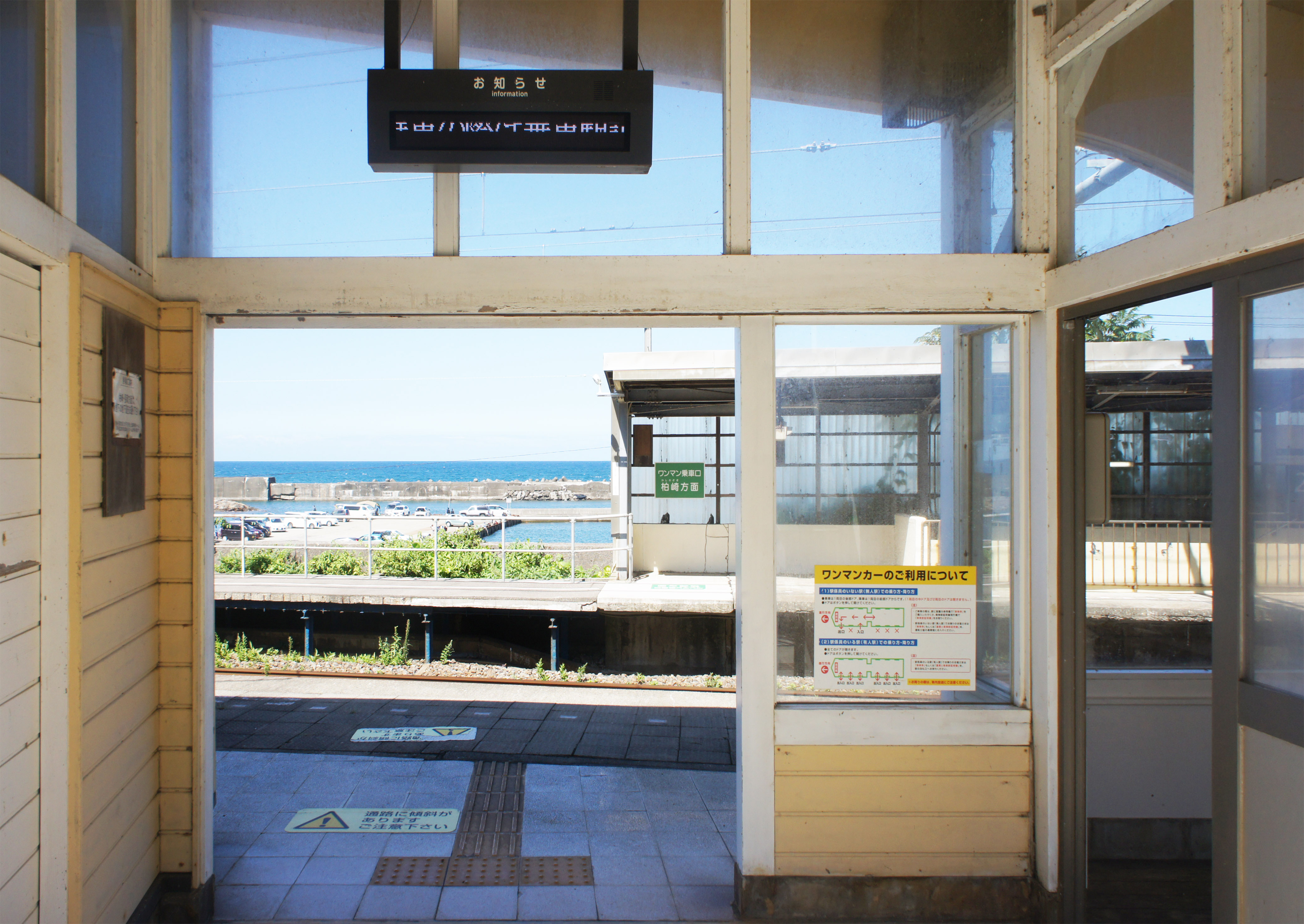
ホーム出入口（2021年9月）
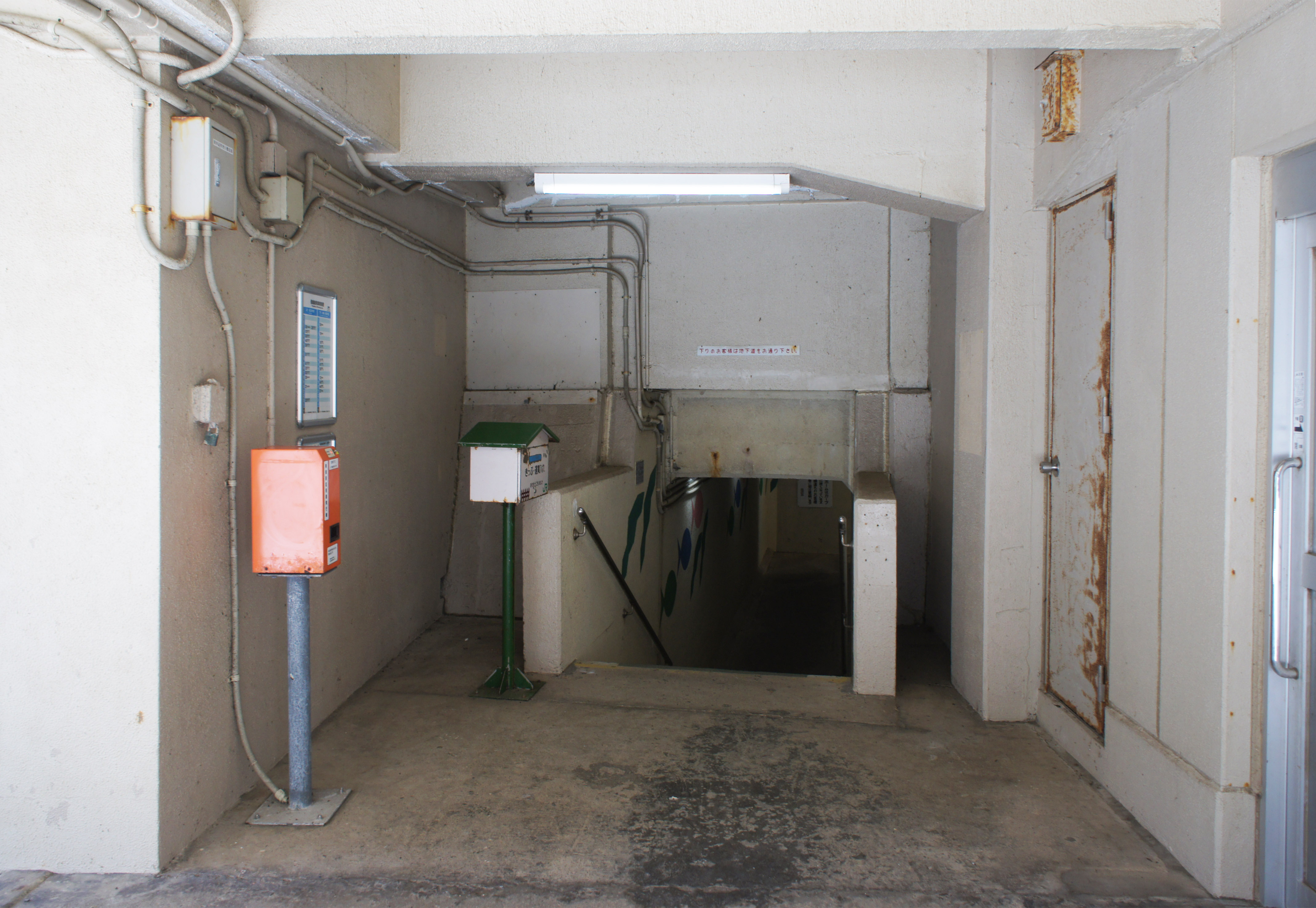
地下通路（2021年9月）
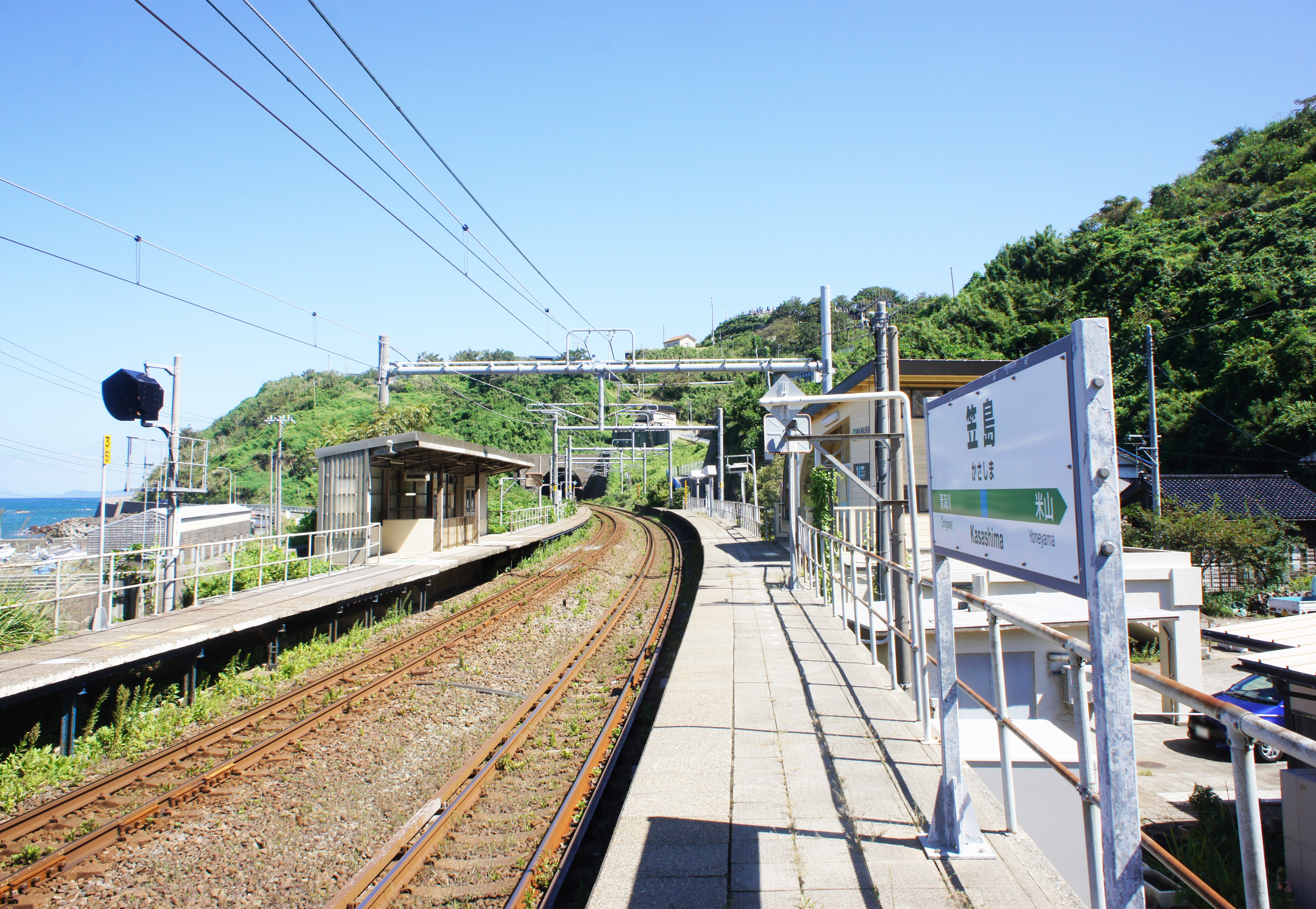
ホーム（2021年9月）

## 駅周辺
- 国道8号
- 北陸自動車道
- 笠島海水浴場

## 隣の駅
東日本旅客鉄道（JR東日本）
■信越本線
■快速
通過
■普通
米山駅 - 笠島駅 - 青海川駅